# Scuticaria bahiensis
Scuticaria bahiensis là một loài thực vật có hoa trong họ Lan. Loài này được K.L.Davies & Stpiczynska mô tả khoa học đầu tiên năm 2008.